# AVIVO
 (mai 2024).
La mise en forme du texte ne suit pas les recommandations de Wikipédia : il faut le « wikifier ».
Les points d'amélioration suivants sont les cas les plus fréquents. Le détail des points à revoir est peut-être précisé sur la page de discussion.
- Les titres sont pré-formatés par le logiciel. Ils ne sont ni en capitales, ni en gras.
- Le texte ne doit pas être écrit en capitales (les noms de famille non plus), ni en gras, ni en italique, ni en « petit »…
- Le gras n'est utilisé que pour surligner le titre de l'article dans l'introduction, une seule fois.
- L'italique est rarement utilisé : mots en langue étrangère, titres d'œuvres, noms de bateaux, etc.
- Les citations ne sont pas en italique mais en corps de texte normal. Elles sont entourées par des guillemets français : « et ».
- Les listes à puces sont à éviter, des paragraphes rédigés étant largement préférés. Les tableaux sont à réserver à la présentation de données structurées (résultats, etc.).
- Les appels de note de bas de page (petits chiffres en exposant, introduits par l'outil «  Source ») sont à placer entre la fin de phrase et le point final[comme ça].
- Les liens internes (vers d'autres articles de Wikipédia) sont à choisir avec parcimonie. Créez des liens vers des articles approfondissant le sujet. Les termes génériques sans rapport avec le sujet sont à éviter, ainsi que les répétitions de liens vers un même terme.
- Les liens externes sont à placer uniquement dans une section « Liens externes », à la fin de l'article. Ces liens sont à choisir avec parcimonie suivant les règles définies. Si un lien sert de source à l'article, son insertion dans le texte est à faire par les notes de bas de page.
- La présentation des références doit suivre les conventions bibliographiques. Il est recommandé d'utiliser les modèles {{Ouvrage}}, {{Chapitre}}, {{Article}}, {{Lien web}} et/ou {{Bibliographie}}. Le mode d'édition visuel peut mettre en forme automatiquement les références.
- Insérer une infobox (cadre d'informations à droite) n'est pas obligatoire pour parachever la mise en page.

Pour une aide détaillée, merci de consulter Aide:Wikification.
Si vous pensez que ces points ont été résolus, vous pouvez retirer ce bandeau et améliorer la mise en forme d'un autre article.
L'Association de défense et de détente des retraités (AVIVO) est une association suisse créée en 1959.
Elle compte environ 20 000 membres.

## Histoire
Les premières sections de l'AVIVO sont créées en 1948, par des élus du POP, en réaction à l'instauration de l'Assurance-vieillesse et survivants. Son nom signifie "Association des Vieillards, des Invalides, des Veuves et des Orphelins.
L'AVIVO Suisse est créée en 1959.
Depuis 1996, l'AVIVO est membre de la Fédération des Associations des Retraité-e-s et de l'entraide en Suisse, association faîtière elle-même membre du Conseil Suisse des Aînés.
En 1993, l'AVIVO change sa description et devient l'association de défense et de détente des retraités.

### Membres fondateurs
- Frédéric Blaser
- André Corswant
- Roger Dafflon
- Karl Dellberg
- Armand Forel
- André Muret
- Léon Nicole
- Henri Viret[7]

### Président
- 1959 - 1993 : Roger Dafflon[8]
- ? à 2024 : Christiane Jaquet-Berger

- Depuis 2024 : Anne-Catherine Lyon et Béatrice Métraux[9]

### Membres
- 2000 : 30 700[10]
- 2024 : environ 20 000 membres[11],[12]

## Activités

### Activités politiques
L'AVIVO s'engage politiquement par le biais d'initiatives populaires, de pétitions et de manifestations. Elle revendique une amélioration de l'AVS mais aussi des droits des locataires et de l'Assurance Invalidité.
En 1958 a lieu la première action politique nationale de l'AVIVO : elle dépose une pétition, qui réunit 151 000 signatures, demandant une cinquième révision de l'AVS. La déposition de la pétition se fait au travers d'une manifestation à Berne. 
En 2024, l'AVIVO se prononce en faveur de l'initiative populaire « Mieux vivre à la retraite (initiative pour une 13e rente AVS) ». Sa présidente de l'époque, Christiane Jaquet Berger, était membre du comité d'initiative.

### Activités de loisirs
Les sections locales de l'AVIVO offrent un panel d'activités de loisirs à leurs membres.

## Sections
L'AVIVO regroupe 10 sections cantonales: AVIVO Bâle, AVIVO Berne, AVIVO Genève, AVIVO Jura, AVIVO Neuchâtel, AVIVO Valais, AVIVO Vaud, AVIVO Zurich, AVIVO Bienne.